# Harry Potter i Plameni pehar (2005.)
Harry Potter i Plameni pehar (eng. Harry Potter and the Goblet of Fire) je fantasy film iz 2005. redatelja Mikea Newela, te distribuiran od Warner Bros. Pictures. Temelji se na istoimenom romanu J. K. Rowling iz 2000. godine. Film je četvrti u serijalu filmova o Harryju Potteru, te ga je napisao Steve Kloves, a producirao ga je David Heyman. Priča prati Harryjevu četvrtu godinu u Hogwartsu kada ga Plameni pehar bira za natjecanje u Tromagijskom turniru. 
Film je prvi u seriji koji je dobio PG-13 certifikat u SAD-u, a 12A u Velikoj Britaniji, dok se u glavnim ulogama ponovno vide Daniel Radcliffe kao Harry Potter, zajedno s Rupertom Grintom i Emmom Watson kao Harryjevim najboljim prijateljima Ronom Weasleyjem i Hermionom Granger. To je nastavak Harry Potter i zatočenik Azkabana, a slijedi ga Harry Potter i Red Feniksa. 
Snimanje je započelo početkom 2004. Scene Hogwartsa snimane su u filmskim studijima Leavesden. Pet dana nakon objavljivanja, film je na Sjevernoameričkoj blagajni prikupio više od 102 milijuna američkih dolara, što je treći najjaći vikend nakon Harry Potter i Darovi Smrti- 1. i 2. dio. Plameni pehar uživao je u neizmjerno uspješnoj zaradi na blagajni, i zaradio 896 milijuna dolara širom svijeta, što ga je učinilo filmom s najviše zarade od 2005. godine i šestim filmom s najvećim bruto uspjehom u seriji Harry Potter. Film je u Hrvatskoj u prvom vikendu pogledalo 43,991 gledatelja, čime je postigao najbolje otvaranje godine.
Film je nominiran za nagradu Akademije za najbolju umjetničku režiju, a osvojio je i nagradu BAFTA za najbolji produkcijski dizajn. Plameni pehar bio je drugi film u nizu koji je objavljen u IMAX-u. Film je jedan od najbolje prihvaćenih u seriji, hvaljen za višu razinu zrelosti i sofisticiranosti svojih likova, zapletu, ton, scenari i izvedbu glavnih glumaca. 

## Radnja
Harry Potter se budi iz noćne more u kojoj je čovjek po imenu Frank Bryce ubijen nakon što je prisluškivao lorda Voldemorta u zavjeri s Peterom Pettigrewom i još jednim muškarcem. Kasnije, dok Harry prisustvuje utakmici Svjetskog kupa u metloboju (Quidditch) između Irske i Bugarske s obitelji Weasley i Hermionom, grupa smrtonoša terorizira logor, a čovjek koji se pojavio u Harryjevu snu priziva tamni znamen. 
U Hogwartsu, Albus Dumbledore predstavlja bivšeg Aurora Alastor "Divljooki " Moodyja kao novog učitelja Obrane od mračnih sila. Također najavljuje da će škola biti domaćin Tromagijskog turnira u kojem se tri magične škole natječu u tri izazova. Mogu se natjecati samo čarobnjaci od sedamnaest i više godina. Plameni pehar bira "prvake" koji će sudjelovati u natjecanju: Cedric Diggory iz Hufflepuffa koji predstavlja Hogwarts, Viktor Krum iz Instituta Durmstrang iz istočne Europe i Fleur Delacour koja predstavlja Beauxbatonsovu magijsku akademiju iz Francuske. Odjednom pehar neočekivano bira Harryja kao četvrtog prvaka. Dumbledore ne može povući maloljetnog Harryja iz turnira, jer ministar Barty Crouch, stariji, tvrdi da su prvaci vezani ugovorom nakon što su izabrani. 
Za prvi zadatak svaki prvak mora dohvatiti zlatno jaje koje čuva zmaj. Harry uspijeva pronaći svoje jaje, koje sadrži podatke o drugom izazovu. Ubrzo nakon toga odvija se svečani plesni događaj poznat kao Yule Ball; Harry i Ron odlaze sa sestrama Parvati i Padma Patil, Harryjeva simpatija Cho Chang dolazi s Cedricom, dok Hermiona dolazi s Viktorom, zbog čega je Ron ljubomoran. Drugi zadatak uključuje ronjenje pod vodom kako bi natjecatelji spasili nekoga dragocjenog za njih. Harry završava na trećem mjestu, ali promaknut je u drugo mjesto iza Cedrica zbog njegovih "moralnih odluka", nakon što je spasio Fleurinu sestru Gabrielle kao i Rona. Nakon toga, Harry otkriva leš Crouch starijeg u šumi. Dok čeka Dumbledorea u njegovom uredu, Harry otkriva Sito sjećanja koji čuva Dumbledoreova sjećanja. Harry je svjedok suđenja u kojem je Igor Karkaroff priznao Ministarstvu magije imena drugih smrtonoša nakon Voldemortovog poraza. Kada imenuje Severusa Snapea, Dumbledore jamči Snapeovu nevinost; Snape je špijunirao protiv Voldemorta prije nego što je potonji propao. Nakon što Karkaroff imenuje Bartyja Crouch mlađega, devastirani Crouch stariji zatvori svog sina u Azkaban. Izlazeći iz Sita, Harry shvaća da je Crouch mlađi čovjek kojeg je vidio u snu. 
Za konačni zadatak, prvaci moraju stići do Tromagijskog pokala smještenog u labirintu živice. Nakon što su Fleur i Viktor neosposobljeni, Harry i Cedric zajedno stižu do pehara, no nakon što ga oboje istovremeno zgrabe, ispostavilja se da je ovaj u stvari putoključ koji ih odnosi do groblja gdje Pettigrew i Voldemort čekaju. Pettigrew ubija Cedrica s Kletvom ubojstva i izvodi obred koji vraća Voldemorta, koji tada poziva smrtonoše. Voldemort pušta Harryja i poziva ga na dvoboj kako bi dokazao da je bolji čarobnjak. Harry pokušava čaroliom Expelliarmus blokirati Voldemortove pokušaje ubojite kletve. Snopovi njihovih štapova isprepleteni su, a Voldemortov štapić izvrgava posljednje čarolije koje je izvršio. Na groblju se vide duhovi ljudi koje je ubio: Cedric, Frank Bryce i Harryjevi roditelji. To na trenutak odvlači pozornost Voldemorta i njegovih smrtonoša, dopuštajući Harryju da upotrebi putoključ da pobjegne s Cedricovim tijelom. 
Harry govori Dumbledoreu da se Voldemort vratio i ubio Cedrica. Moody odvodi Harryja u svoj ured kako bi ga ispitivali o Voldemortu, nehotice otkrivajući previše kada pita Harryja o groblju, usprkos tome što Harry nije spomenuo groblje. Moody otkriva da je on stavio Harryjevo ime u Plameni pehar i manipulirao Harryjem kako bi osigurao da će osvojiti turnir. Moody pokušava napasti Harryja, ali Dumbledore, Snape i Minerva McGonagall dolaze i nadjaćaju ga. Učitelji prisiljavaju Moodyja da pije Veritaserum, a on otkriva da je pravi Moody zatočen u magičnom prtljažniku dok je ovaj otkriven kao prerušeni Crouch mlađi i vračen u Azkaban.
Dumbledore otkriva studentima da je Voldemort ubio Cedrica, iako se Ministarstvo magije protivi otkrivenju. Dumbledore kasnije posjećuje Harryja u njegovoj spavaonici ispričavajući mu se zbog opasnosti koju je pretrpio. Harry otkriva da je na groblju vidio roditelje; Dumbledore ovaj efekt naziva "Priori Incantatem". Hogwarts, Durmstrang i Beauxbatons se opraštaju jedno od drugog.

## Glumci
- Daniel Radcliffe kao Harry Potter
- Rupert Grint kao Ron Weasley
- Emma Watson kao Hermione Granger
- Robbie Coltrane kao Rubeus Hagrid
- Ralph Fiennes kao Lord Voldemort
- Michael Gambon kao Albus Dumbledore
- Brendan Gleeson kao Alastor Moody
- Jason Isaacs kao Lucius Malfoy
- Gary Oldman kao Sirius Black
- Alan Rickman kao Severus Snape
- Maggie Smith kao Minerva McGonagall
- Timothy Spall kao Peter Pettigrew

## Produkcija
Britanski filmski redatelj Mike Newell izabran je za režiju filma nakon što je redatelj Harry Potter i zatočenik Azkabana Alfonso Cuarón najavio da će moći režirati samo jedan film o Potteru. U izjavi koja objašnjava tranziciju redatelja, producent serije David Heyman rekao je: 
Kad je Alfonso donio odluku da se usredotoči na dovršavanje Harryja Pottera i zatočenika Azkabana, bili smo suočeni sa zastrašujućim zadatkom da pronađemo redatelja koji će se nositi sa složenim izazovima Harry Pottera i Plamenog pehara i slijediti stope Chris Columbusa i Alfonso Cuaróna. Mikeovo bogato i raznoliko djelo pokazuje da je savršen izbor. Radio je s djecom, nasmijao nas i nasjedao nas na rub sjedala. Odličan je s glumcima i prožima sve svoje likove, sve svoje filmove s velikom humanošću. Oduševljen sam.
Steve Kloves, scenarist prethodnih filmova, vratio se za Plameni. Prilagođavanje knjige od 636 stranica u dugometražni film, Kloves je komentirao da "oduvijek smo mislili da će to biti dva filma, ali nikako nismo mogli smisliti način da ga razdvojimo u dva. Dakle, to će biti drugačije iskustvo od knjiga".

### Dizajn
Kao i u prethodnim filmovima, Stuart Craig i Stephenie McMillan osigurali su scenografiju i umjetničke dizajne. Zbog opsega filma stvoreno je mnogo novih setova i transformacija starih setova. McMillan je bila najviše uzbuđena zbog redizajniranja Velike dvorane za scene koje uključuju Yule Ball. "Prvobitno smo mislili na srebrne zavjese, srebrne stolnjake i ledeni plesni podij," rekla je McMillan, "ali samo je išlo dalje i dalje. Čovjek za zastore na kraju je rekao: "Zašto ne samo zalijepiti tkanine na zid?" Svaki zadatak Tromagijskog turnira zahtijevao je ogromne setove. Kamena arena postavljena za prvi zadatak, gdje se Harry suočava s mađarskim Horntailom, izgrađena je u dva odjeljenja u Leavesden Studios. Craig ga je nazvao "jednim od najvećih setova koje smo ikad napravili za bilo koji film." Za drugi zadatak je izgrađen tank za milijun litara vode. " Što se tiče zadnjeg zadatka koji se odvijao u labirintu, izgrađeni su zidovi živice u visini od 20 do 40 stopa i poboljšani računalno generiranim slikama. 

### Glazba
John Williams, koji je napisao glazbu za prva tri filma o Harryju Potteru, nije se mogao vratiti za četvrti zbog rasporeda za 2005. godinu. Patrick Doyle, koji je radio s Newelom na filmu „Into the West“ i „Donnie Brasco“, zamijenio ga je kao skladatelja. Prvobitni zahtjev bio je da Doyle radi s Williamsovim materijalom, ali na kraju je od prethodnih partitura ostala samo „Hedwigova tema“, lajtmotiv serije. Pulp vodeći pjevač Jarvis Cocker, bio je jedan od glazbenika koje je Doyle pozvao, s kojim je radio u soundtracku Great Expeasures, da napiše pjesmu za čarobni rock bend. Jednom kada je Doyle odabrao Cockerov sastav, on i ostali britanski glazbenici poput Jonnyja Greenwooda i Phil Selwaya iz Radioheada izabrani su za sviranje izmišljenog benda, oba izvodeći pjesme za soundtrack i imajući glavne uloge u filmu. 

## Razlike od knjige
S time da je Plameni pehar gotovo dvostruko duži od Zatočenika Azkabana, pisci i producenti smanjili su određene scene i koncepte kako bi napravili prijelaz sa stranice na ekran. Redatelj Mike Newell opisao je problem kao jedan od "komprimiranja ogromne knjige u kompas filma". To je postignuto "odbacivanjem" svih komponenti romana koje se izravno nisu odnosile na Harryja i njegovo putovanje. Plameni pehar je prva filmska adaptacija koja nije započela na Privet Driveu; nakon uvodnog slijeda, Harry se ujutro budi u Burrowu na Svjetskom kupu u Quidditchu. Igra na Svjetskom prvenstvu u Quidditchu uklonjena je iz vremenskih razloga, ostavljajući nagli skok u vremenu koji su neki recenzenti smatrali nespretnim ili „žurnim“. U knjizi Harry i mnogi Weasleyjevi podržavaju Irsku, dok u filmu Harry i Ron podržavaju Bugarsku. Bez obzira na to, obojica se dive bugarskom tragatelju Viktoru Krumu. Ostale su scene skraćene i objedinjene kako bi obuhvatile samo najvažnije detalje zapleta. Na primjer, tri suđenja protiv smrtonoša kojima Harry svijedoći u Situ, spojena su u jedan niz. Likovi Billa Weasleyja, Charlija Weasleyja, Luda Bagmana, Winkyja, Narcisse Malfoyja i Bertha Jorkinsa svi su odsutni, kao i Dobbyja koji je trebao pomoći Harryju da dobije Gillyweeda za drugi zadatak. Umjesto Dobbyja, ovaj prizor je promijenjen u ulogu Nevilla Longbottoma. Na kraju ne postoji prizor u vlaku u kojem je Rita Skeeter otkrivena da je ilegalni, neregistrirani animagus. Harry nikada nije viđen ni kako prima ni daje 1000 galerija u nagradnim dobicima. Sve linije Sirius Blacka su sažete u jedan razgovor o vatri. Prizor u kojem se Crouch Jr. vraća u Azkabana razlikuje se od knjige u kojoj ga je "ubio" Dementor koji je pozvao Cornelius Fudge. Također nema razgovora u kojem Fudge odbija vjerovati da se Voldemort vratio, ostavljajući to da se objasni u sljedećem filmu.  

## Kritike
Na stranici Rotten Tomatoes film ima odobrenje od 88% na temelju 253 recenzije, s prosječnom ocjenom 7,45/10. Kritični konsenzus glasi: "Glavni likovi sazrijevaju, a filmaši se također poboljšavaju u svom zanatu; živopisni specijalni efekti i uvjereni nastupi nadopunjuju ono što je dosad najsloženiji od filmova o Harryju Potteru."  Na Metacritic, film ima ocjenu 81 od 100, temeljen na 35 kritičara, što ukazuje na "opće priznanje".  Na CinemaScore publika je filmu dodala prosječnu ocjenu "A" na ljestvici od A do F. 
New York Daily News pohvalio je film i humorom i svojim tamnim tonom. Mladi su glumci pohvaljeni što pokazuju "veći raspon suptilnih emocija",  posebno Daniel Radcliffe kojeg je Variety opisao kao "dimenzionalnu i nijansiranu predstavu". Pohvaljeni su i novi glumci: portret Mad-Eye Moody-a Brendan Gleeson opisan je kao "šaren";  Scene Mirande Richardson kao Rita Skeeter opisane su kao "divne", a prikaz Ralpha Fiennesa kao lorda Voldemorta opisan je kao "uzvišena negativca".  
Zrelost Harryja, Rona i Hermione, među ostalim, impresionirala je većinu kritičara. Dok su glavni glumci u prethodnim filmovima prikazani kao djeca, "oni su suptilno prešli u tinejdžere (u Plameni pehar)", prema jednom recenzentu USA Todaya. Desson Thomson iz Washington Posta nazvao je film "Vjerojatno najaktualniji film u Potterovoj seriji do sada". Joe Morgenstern iz Wall Street Journala izjavio je da "Studio, poput lukavog Harryja, prolazi letećim bojama. Novi, koji je režirao Mike Newell iz drugog prolaznog scenarija gospodina Klovesa, još je bogatiji i ispunjeniji, kao i dramatično tamniji. Sasvim je zastrašujuće koliko je ovaj film dobar. " 
Negativne kritike uključivale su tempo filma za koji je Republika Arizona ocijenila da je "previše epizodan",  dok je CNN.com film opisao kao "nespretan i rastavljen".  Druga kritika bila je da mnogi sporedni likovi nisu dobili dovoljno vremena za ekran. Film je uvršten na # 36 na popisu 50 najboljih srednjoškolskih filmova koji su hvalili Rowling da je genijalno spaja "dvije književne tradicije, fantaziju i fikciju kako-preživjeti-školu". 

## Vanjske poveznce
- Harry Potter i Plameni pehar na IMDb-u